# Illenium
Nicholas D. Miller, conegut professionalment com Illenium, és un músic, DJ, i productor discogràfic americà. Ha publicat tres àlbums d'estudi amb el seu més recent, Ascend, essent publicat a l'agost del 2019 a Astralwerks. Aquest àlbum va ser el primer d'Illenium en situar-se en primera posició a la llista Billboard Dance/Electronic Albums i també va assolir la seva posició més alta en el Billboard 200, al número 14. Moltes de les seves cançons també han aparegut en el Billboard Hot Dance/Electronic Songs, incloent dos singles de l'any 2019 que van assolir la tercera posició: "Good Things Fall Apart" juntament amb Jon Bellion i "Takeaway" amb The Chainsmokers (juntament amb Lennon Stella). Illenium també ha treballat en nombrosos remixes notables, incloent els de la cançó de The Chainsmokers "Don't Let Me Down" i la de Flume "Say It", l'últim dels quals va guanyar el premi a "Remix de l'Any", a la inauguració dels Electronic Music Awards del 2017.

## Biografia
Nicholas D. Miller va néixer a Chicago, però va créixer a San Francisco. Al 2008, Miller va començar fer música electrònica. A l'estiu de 2012, va veure a Bassnectar actuar al Red Rocks Amphiteatre, i des de llavors va decidir enfocar-se a la música electrònica més seriosament. Aquell any, també va patir una sobredosi d'heroïna, un fet que va compartir amb els seus aficionats al 2018. L'experiència va ser la inspiració per la seva cançó del 2018, "Take You Down". Al 2013, Miller es va mudar a Denver, on continua residint. Des del 2013-2014, es va matricular en el departament d'estudis de la Indústria de la música i l'entreteniment (MEIS) a la Universitat de Colorado a Denver. La seva èmfasi a la música eren els arts de la gravació i enregistrament, i va assistir a classes durant dos anys. Va fer moltes connexions en l'escena de la música del Denver mentre agafava cursos dins el negoci de la música, l'actuació, i l'art de l'enregistrament. Durant aquest període va completar el seu primer EP. Mentrestant, entrenava a lacrosse i entregava sushi per mantenir-se.

## Carrera

### 2013–2015: carrera inicial, dos EP, i col·laboracions
Illenium va publicar el seu primer EP homònim al maig de 2013 a Prep School Recordings. Aquell any també va publicar un remix de "Over the Love", de Florence and the Machine. El gener de 2014, va publicar independentment el seu pròxim EP, Risen, el qual incloïa la cançó "Drop Our Hearts", amb Sirma. També va continuar publicant remixes, incloent els de "Flipside" de Lana Del Rey i "Always This Late", d'Odesza.
Al 2015, Illenium va publicar diversos singles, incloent "Chosen You", "Painted White" (amb Said the Sky i Christina Soto), i "I'll Be Your Reason" (amb Eden). L'última cançó va ser publicada a la plataforma Nest HQ d'Skrillex. Les remescles d'Illenium d'aquell any van incloure les de "Gold Dust" de Galantis, "Operate" de Kill Paris amb Royal i "Disarm You" de Kaskade (amb Ilsey).

### 2016: Ashes i notables remixes
Al febrer de 2016, Illenium va publicar el seu àlbum d'estudi debut, Ashes, com a descàrrega gratuïta a Seeking Blue Records i el seu propi segell recentment establert, Kasaya Records. L'àlbum contenia 10 cançons (12 en la versió de bonificació) incloent "Reverie" (amb King Deco), "With You" (amb Quinn XCII), i "Fortress" (amb Joni Fatora). L'àlbum va assolir el número 6 en la llista Billboard Top Dance/Electronic Albums i el número 19 en la llista Heatseek Albums. Un àlbum de remixes d'Ashes va ser publicat al desembre de 2016, moment en què Illenium va embarcar-se en l'"Ashes Tour" a ciutats seleccionades dels Estats Units.
Illenium també va publicar dos remixes notables al 2016: "Don't Let Me Down", de The Chainsmokers i "Say It", de Flume (amb Tove Lo). El seu remix de "Don't Let Me Down" va estrenar-se al març de 2016. Tot i que la publicació inicialment no era oficial, va inclòs en la col·lecció oficial de remixes de The Chainsmokers. Al finalitzar l'any, la cançó havia acumulat més de 60 milions de transmissions a SoundCloud i encara era el remix més reproduït en la plataforma al 2018, amb més de 101 milions de transmissions. El remix d'Illenium de "Say It" va ser publicat al setembre de 2016. Aquest remix continuaria guanyant el premi de "Remix of the Year" als primers Electronic Music Awards al setembre de 2017. A l'octubre de 2016, Illenium també va publicar una col·laboració amb Said The Sky i Seven Lions titulada "Rush Over Me" (amb Haliene). Aquesta cançó es va posicionar al número 50 de la llista Billboard Hot Dance/Electronic Songs.

### 2017–2018:Awakei nombroses aparicions a les llistesBillboard
Al febrer de 2017, Illenium va publicar la cançó "Fractures" amb Nevve. Va seguir allò amb el senzill col·laboratiu, "Feel Good", amb Gryffin i amb Daya al març de 2017. Ambdues cançons van figurar a la llista Hot Dance/Electronic Songs (al número 42 i 17, respectivament). Al juliol de 2017, Illenium va col·laborar amb el dúo d'EDM, Zeds Dead, per produir la pista "Where The Wild Things Are". El mes següent, va publicar el single, "Crawl Outta Love" amb Annika Wells. La cançó arribaria al número 35 de la llista Ball Hot Dance/Electronic Songs Charts i també va guanyar Illenium (i els seus companys escriptors) el premi superior de l'Internacional Songwriting Competition l'any següent.
Al setembre de 2017, Illenium va publicar el seu segun àlbum, Awake, a Seeking Blue Records i Kasaya Records. L'àlbum contenia 13 pistes incloent-hi les mencionades "Fractures", "Feel Good", i "Crawl Outta Love". Va esdevenir el primer àlbum d'Illenium a la llista Billboard 200, assolint el número 106. També va arribar al número 3 en el Top Dance/Electronic Albums. Començant al novembre de 2017, Illenium es va embarcar en l'"Awake Tour" a través del país en suport de l'àlbum. Al llarg de la gira, es van unir en l'escenari els col·laboradors freqüents Said The Sky Dabin. Al desembre de 2017, un EP de covers oficials de piano d'Awake va ser publicat, i, al juny de 2018, va sortir un EP de remixes d'Awake.
Al 2018, Illenium va publicar tres col·laboracions que es van posicionar a la llista Hot Dance/Electronic Songs: "Don't Give Up on Me" amb Kill The Noise i Mako al número 35,"Gold (Stupid Love)" amb Excision i Shallows a número 19, i "God Damnit" amb Call Me Karizma al número 33. També va publicar un remix de "Without Me" de Halsey al novembre de 2018.

### 2019–present: Col·laboracions contínues iAscend
El gener de 2019, Illenium va col·laborar amb el duo de música electrònica, Bahari, a la pista "Crashing". Va seguir això amb una col·laboració al març 2019 amb Kameron Alexander en la cançó "Pray". Més tard aquell mes, el duo d'EDM, The Chainsmokers, va debutar una col·laboració amb Illenium ("Takeaway") durant la seva actuació a l'Ultra Music Festival. Al maig de 2019, Illenium va publicar una pista amb Jon Bellion titulada "Good Things Fall Apart". A partir del setembre de 2019, ambdós singles mantenen la posició més alta d'Illenium en la llista Hot Dance/Electronic Songs, al número 3.

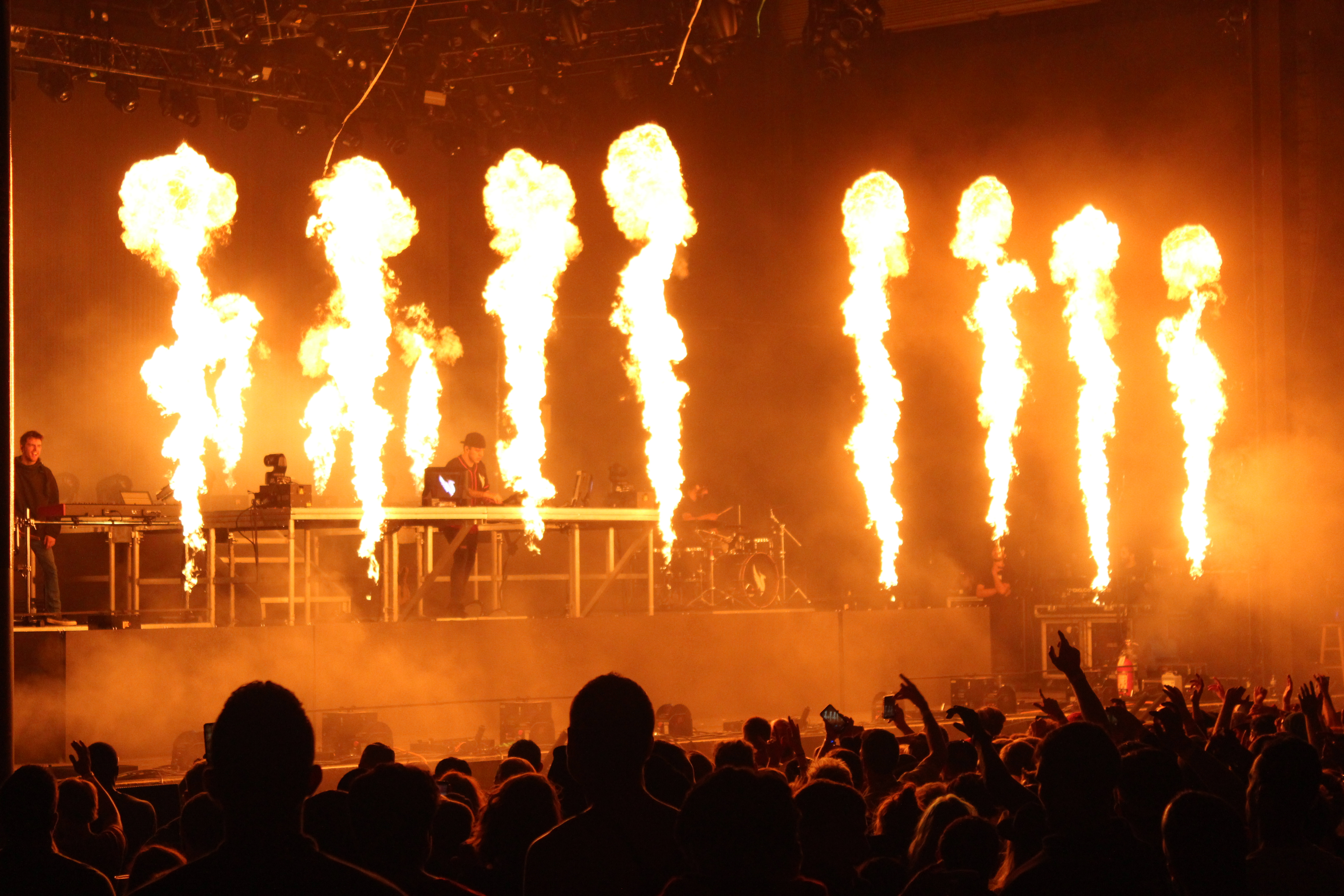
Illenium durant un show de l'Ascend Tour a Richmond, Virginia, Estats Units

Més tard al maig de 2019, Illenium i Ekali va debutar una peça col·laborativa ("Hard To Say Goodbye") durant una actuació al Electric Daisy Carnival a Las Vegas. El juny de 2019, Illenium va anunciar que el seu proper àlbum, Ascend, seria publicat el 16 d'agost a través d'Astralwerks. També va anunciar una gira de 30 ciutats nord-americanes en suport de l'àlbum. El 24 de juliol de 2019, després de molts mesos actuant a festivals, la seva col·laboració amb The Chainsmokers i Lennon Stella titulada "Takeaway," juntament amb el videoclip oficial, van ser publicats oficialment. El vídeo va obtenir més de 6 milions de vistes en els primers 3 dies després de la seva publicació. "Takeaway" també va entrar ràpidament al top 10 de la llista d'iTunes dels Estats Units.
El 16 d'agost de 2019, Illenium va publicar el seu tercer àlbum d'estudi, Ascend, a Astralwerks. L'àlbum consta de 17 pistes, incloent els prèviament mencionats "Take You Down", "Crashing", "Pray," "Good Things Fall Apart" i "Takeaway." L'àlbum va esdevenir el seu primer en assolir el número 1 a la llista Billboard Top Dance/Electronic Albums i també va assolir la seva posició més alta al Billboard 200, al número 14.
El 3 d'abril de 2020, Illenium i Excision van publicar la seva darrera col·laboració després de "Gold" (al 2018), titulada "Feel Something".

## Discografia
- Ashes (2016)
- Awake (2017)
- Ascend (2019)
- illenium (2023)

## Gires
- "Ashes Tour" (2016–2017)[19][20]
- "Awake Tour" (2017–2018)[34]
- "Ascend Tour" (2019; anunciat)[47]

## Nomenaments i premis
| Any  | Premi                                 | Categoria                     | Candidat(s)                                    | Resultat  | Ref.   |
| ---- | ------------------------------------- | ----------------------------- | ---------------------------------------------- | --------- | ------ |
| 2017 | Electronic Music Awards               | Remix De l'Any                | Flume - "Say It" amb Tove Lo (Illenium Remix)  | Guanyador | [ 26 ] |
| 2018 | International Songwriting Competition | Gran premi                    | Illenium i Annika Wells per "Crawl Outta Love" | Guanyador | [ 33 ] |
| 2019 | International Dance Music Awards      | Millor Remix                  | Halsey - "Without Me" (Illenium remix)         | Guanyador | [ 53 ] |
| 2019 | International Dance Music Awards      | Millor Artista Masculí (Baix) | Illenium                                       | Guanyador |        |